# Joe Hooley
Joseph Hooley (sinh ngày 26 tháng 12 năm 1938 tại Hoyland) là một cựu cầu thủ bóng đá người Anh và football manager.
Ông từng thi đấu cho Barnsley, Sheffield United, Workington, Holbeach United, Bradford Park Avenue, Bedford Town, Accrington Stanley và Dover Town.
Ông dẫn dắt Keflavík, Molde FK, Lillestrøm và Bodø/Glimt.